# Mistrzostwa Polski w Boksie 1947
18. Mistrzostwa Polski w boksie mężczyzn odbyły się od 10 do 13 kwietnia 1947 roku w Katowicach. Startowało 81 zawodników.

## Medaliści
| Kategoria:                    | Złoto:                                  | Srebro:                             | Brąz:                                                               |
| waga musza (do 50,8 kg)       | Edward Gumowski (Gryf Toruń)            | Jerzy Patora (Grochów Warszawa)     | Stanisław Brzózka (Zryw Łódź) Tadeusz Stasiak (ŁKS Łódź)            |
| waga kogucia (do 53,5 kg)     | Maksymilian Grzywocz (Piast Gliwice)    | Józef Kruża (Zjednoczeni Bydgoszcz) | Frymus (CKS Częstochowa) Jan Sieradzan (Grochów Warszawa)           |
| waga piórkowa (do 57,2 kg)    | Aleksy Antkiewicz (MKS Gdynia)          | Michał Janowczyk (HCP Poznań)       | Tadeusz Możdżyński (MKS Szczecin) Sylwester Nypelt (Batory Chorzów) |
| waga lekka (do 61,2 kg)       | Ernest Rademacher (Zryw Świętochłowice) | Brunon Skierka (MKS Gdynia)         | Czesław Skałecki (Warta Poznań) Ginter Sztolc (Pafawag Wrocław)     |
| waga półśrednia (do 66,7 kg)  | Jerzy Olejnik (ŁKS Łódź)                | Henryk Wasiak (Radomiak)            | Zygmunt Adamski (Warta Poznań) Stanisław Zieliński (Lublinianka)    |
| waga średnia (do 72,6 kg)     | Antoni Kolczyński (Grochów Warszawa)    | Henryk Nowara (Batory Chorzów)      | Hieronim Sobczak (Warta Poznań) Jerzy Trzęsowski (Włókniarz Łódź)   |
| waga półciężka (do 79,4 kg)   | Franciszek Szymura (Warta Poznań)       | Edward Drabkowski (Radomiak)        | Mieczysław Malik (Lublinianka) Stefan Żbik (Wisła Kraków)           |
| waga ciężka (powyżej 79,4 kg) | Jan Klimecki (Warta Poznań)             | Roman Lick (MKS Gdynia)             | Stanisław Jaskóła (Tęcza Łodź) Walenty Pietrzak (MKS Szczecin)      |